# Lamartine Navarro Júnior
Lamartine Navarro Júnior (São Paulo, 14 de julho de 1932 – São Paulo, 23 de março de 2001) foi um engenheiro, empresário, aviador amador, proprietário rural e o principal fundador do Programa Nacional do Álcool (Pró-álcool) brasileiro.

## Biografia
Filho do advogado Lamartine Navarro e Alice Silva Navarro, era trineto dos Barão e Baronesa de Cabo Verde. Fez seus estudos preliminares no Colégio São Luís, e graduou-se em engenharia pela Universidade Presbiteriana Mackenzie em 1956.
Já formado, iniciou a sua carreira profissional na Cia. Ultragaz no cargo de gerente de operações,  tornou-se  vice-presidente, em curto espaço de tempo,  cargo que ocupou até meados dos anos 70. 
Com o advento, nessa mesma década, da crise do petróleo, o então candidato a presidente da República, Ernesto Geisel, preocupado com a inflação e o equilíbrio da balança de pagamentos, convidou o diretor comercial da Petrobras, futuro ministro das Minas e Energia Shigeaki Ueki a ouvir a iniciativa privada sobre o assunto. Ueki contactou vários empresários, especialmente Lamartine Navarro Júnior - conforme declarou o professor da Unicamp José Tobias Menezes em seu livro Etanol, o Combustível do Brasil.
Orientando-se por sua visão estratégica, profundo empreendedorismo, tino comercial e liderança, Lamartine, acompanhado por Cícero Junqueira Franco e Maurílio Biagi, foi dos primeiros a assinar a “certidão de batismo” do Programa Nacional do Álcool (Pró-álcool), portanto um de seus principais idealizadores, sendo, frequentemente citado pela media, como "o pai do Pró-álcool”.

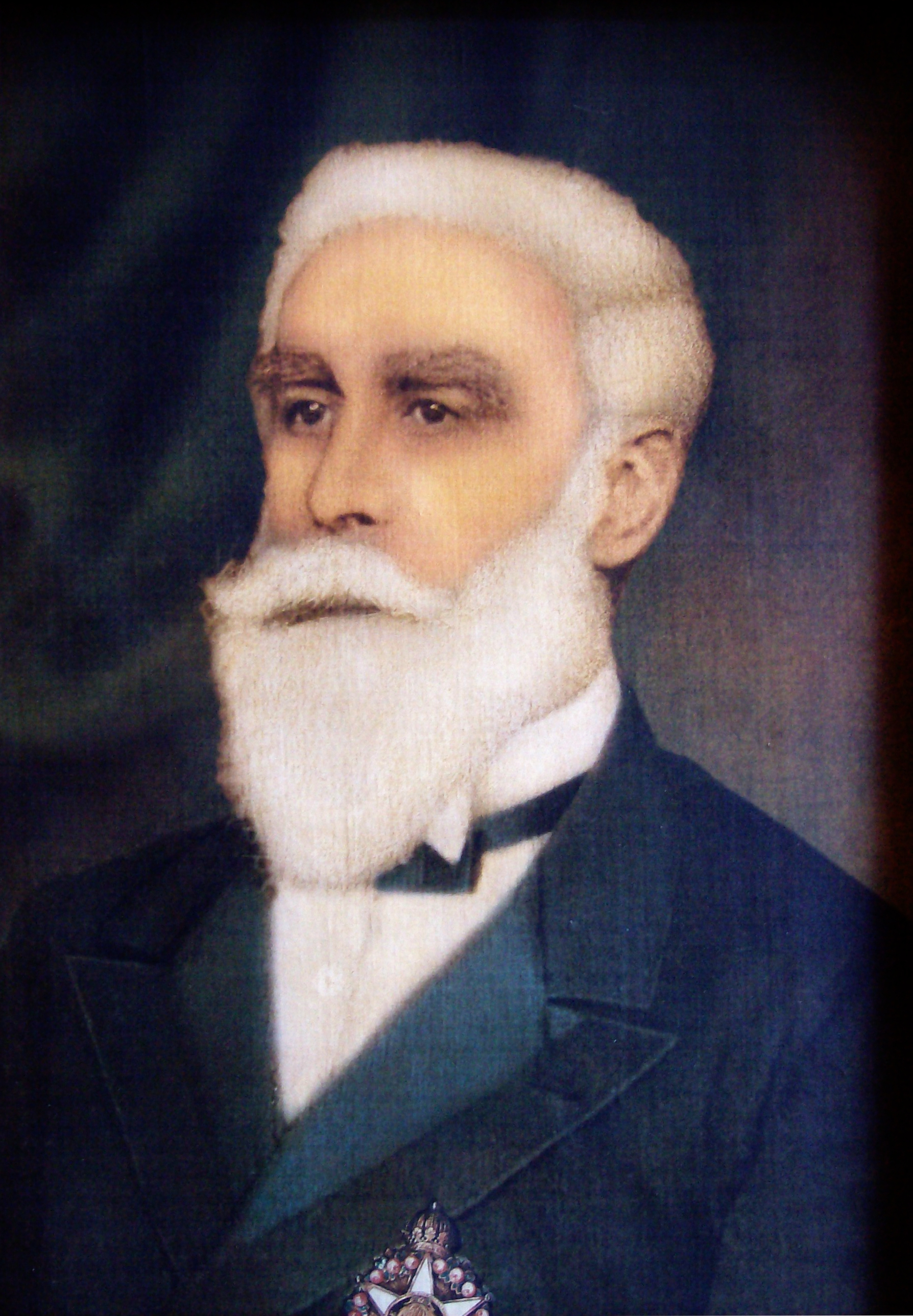
Barão de Cabo Verde e Comendador da Imperial Ordem da Rosa - Tte. Cel. Luiz Antônio de Moraes Navarro - *1831 +1901

Curiosidade histórica é a ligação dos Morais Navarro com a cana-de-açúcar, pois desde o início do século XIX, a família de seu trisavô, o barão de Cabo Verde, possuía na cidade mineira de Cabo Verde, na fazenda Anhumas, um engenho de açúcar.
Consolidando seu projeto de um Brasil auto-suficiente em energia e principalmente limpa, fundou em Teodoro Sampaio, no Pontal do Paranapanema, a destilaria Alcidia, a primeira usina implantada no Programa Nacional do Álcool, presidindo-a até à data de seu falecimento.
Em junho de 2007, a Odebrecht (atual Novonor) adquiriu o controle acionário da Alcidia, porém, seu filho Lamartine Navarro Neto, permaneceu sendo acionista da nova empresa e, no primeiro semestre do mesmo ano, em reconhecimento ao espírito preservacionista do meio ambiente de seu pai, foi inaugurado o "Viveiro de Mudas Lamartine Navarro Júnior", com capacidade para abrigar 50 mil mudas.

Dotado de personalidade docente, assim como os seus antepassados, o Barão de Cabo Verde, o coronel Francisco Navarro de Morais Salles (1854-1939) e o professor major Joaquim Leonel Pereira de Magalhães (1817-1896), somando esforços com Mário Amato, Herbert Victor Levy e Raul Galvão, Lamartine foi, também, um dos idealizadores e fundadores do Centro de Integração Empresa Escola (CIEE), havendo sido seu conselheiro por largo tempo. 

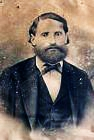
Professor major Joaquim Leonel Pereira de Magalhães - *1817 +1896

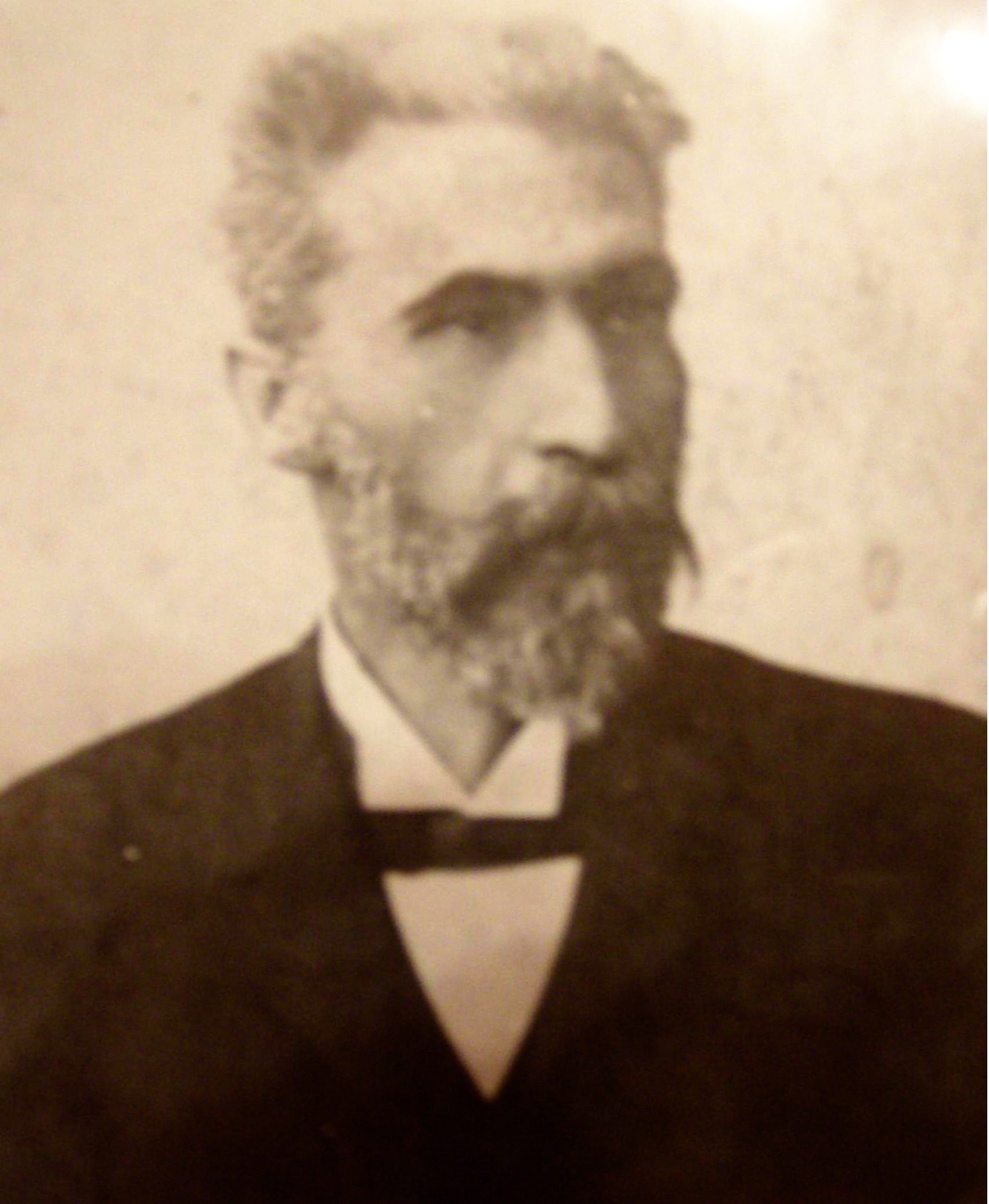
Coronel Francisco Navarro de Morais Salles, filho do BARÃO DE CABO VERDE - *1854 +1939

Apaixonado pela aviação, tinha o hábito de pilotar, para sua higiene mental e a ampliação de seus horizontes. Tanto assim, que trouxe para o Brasil o professor universitário norte-americano, ex-piloto da Marinha, o mariner Max Schauk para iniciarem, juntos, as primeiras pesquisas do álcool combustível para a aviação.
Foi ainda conselheiro da fundação da Faculdade de Medicina da Universidade de São Paulo, da Fundação Zerbini, presidente da Sociedade dos Produtores de Açúcar e Álcool (SOPRAL), da Associação Brasileira dos Distribuidores de Gás Liquefeito de Petróleo (ASSOCIGAS) e membro da Comissão Nacional de Energia.
Em fevereiro de 2001, ano de sua morte, por iniciativa do ministro Marcus Vinícius Pratini de Moraes, recebeu a medalha comemorativa dos 140 anos do Ministério da Agricultura, pela sua criação do “Plano do Álcool" e, nos pronunciamentos havidos por ocasião da efeméride, o ministro João Camilo Penna declarou: "...e pelo seu acendrado amor ao Brasil, que não vinha de esperança ingênua, mas de conhecimento e confiança, o Dr. Lamartine é, seguramente, um grande brasileiro, merece a gratidão e as homenagens de todos nós".
No Parlamento brasileiro, por ocasião de sua morte, da tribuna da Câmara Federal em 3 de abril de 2001, o deputado Roberto Balestra afirmou que com a morte de Lamartine, “o Brasil perdera um dos mais inteligentes e dedicados engenheiros, e o mundo perdera o grande líder da biomassa”.
Revelando o seu amor também pelas letras, nos cartões fúnebres de agradecimento pelas manifestações de solidariedade, enviados pela família do "Tine", após sua missa de 7º dia, apareceu um de seus últimos escritos: "Se pudesse dispor dos bens que mais estimo deixaria os valores éticos que sempre defendi, o interesse coletivo que sempre procurei, o Pró-Álcool que criei e o sono tranquilo da minha paz com a consciência".
Foi sepultado no Cemitério São Paulo.